# Live and Become
Live and Become (franska: Va, Vis et Deviens) är en film från 2005 som handlar om etiopisk kristen pojke som förklär sig till en etiopisk jude för att kunna fly från hungersnöd och till Israel. Den regisserades av den rumänskfödde Radu Mihăileanu. Den fick pris för den populäraste internationella filmen 2005 på Vancouver International Film Festival.

## Handling
Shlomo, en etiopisk kristen pojke placeras av sin mor hos en etiopisk jude som förlorat sitt barn. Den här kvinnan, som senare blir hans adoptivmoder, är precis på väg till ett flygplan för att räddas under Operation Moses 1984. Hans riktiga mor, som hoppas att han får ett bättre liv i Israel, säger "go, live, and become" (gå, lev och bli) precis innan han går på planet. Filmen handlar sen om hur han växer upp i Israel och om hur hemligheten om att han inte är jude och har lämnat sin mor påverkar hans liv.

## Karaktärer och skådespelare
- Moshe Agazai som unge Shlomo
- Moshe Abebe som tonåriga Shlomo
- Sirak M. Sabahat som vuxna Shlomo
- Yael Harrari - Yael Abecassis
- Yoram Harrari - Roschdy Zem
- Sarah - Roni Hadar
- Papy - Rami Danon
- Hana - Raymonde Abecassis
- Suzy - Mimi Abonesh Kebede
- Shlomo's mother - Meskie Shibru-Sivan Hadar